# Pataxo

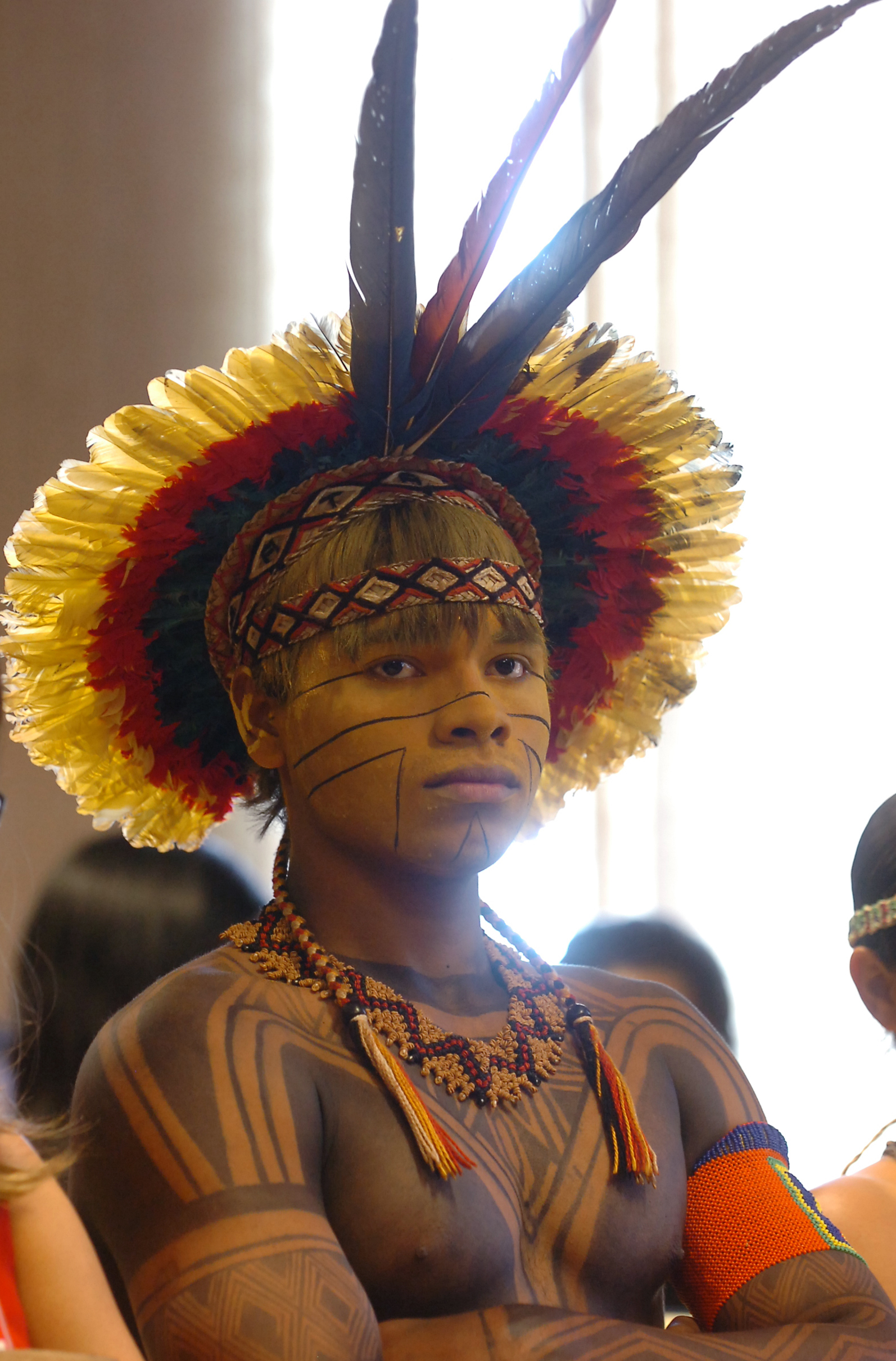
Jonge Pataxó

De Pataxó of Pataxó-Ha-Ha-Hae is een indianenstam van Brazilië. Ze waren de eerste stam die in contact kwam met de Portugese veroveraar Pedro Álvares Cabral in 1500. Nu leven nog 3000 Pataxo in het reservaat Monte Pascoal 62 km van Porto Seguro in de staat Bahia. Ze leven van landbouw en visvangst en van de verkoop van sieraden zoals halssnoeren.

## Geschiedenis
Ze moesten zich bekeren tot het katholicisme en missen van de Franciscanen bijwonen. In 1806 beval de Portugese koning Johan VI van Portugal dat de indianen een hindernis vormden voor de nationale eenheid en hij trachtte ze in gerechtvaardigde oorlogen Guerras Justas uit te roeien. Ze konden vluchten en overleven in de wouden. In de jaren 20 stuurden grootgrondbezitters gewapende arbeiders pistoleiros op hen af omdat ze hun cacaoplantages wilden uitbreiden. Er bleven nog 50.000 Pataxo in leven. In 1951 verjoeg het Braziliaanse leger de Pataxo uit de wouden met moord, verkrachting en brandstichting. De regering legde wegen aan om tropisch hout Pau Brasil te ontginnen. In 1982 keerden enkele jonge Pataxó naar hun land terug met hulp van de Conselho Indigenista Missionario. In 1988 werd een artikel bij de Braziliaanse grondwet gevoegd dat de indianen recht verleende op hun grond. De grootgrondbezitters werkten tegen en in 1996 vaardigde president Fernando Henrique Cardoso een decreet uit met uitzonderingen.
Hoofdman Galdino Jesus dos Santos was op weg naar de hoofdstad om terugave van een Fazenda van 778 hectare te vragen. Hij lag in de ochtend van 20 april 1997 te slapen bij een bushalte en werd door jongeren met benzine overgoten en in brand gestoken.

## Taal
De taal Pataxó of Maxacali behoort tot de Macro-Je-Talen. De taal was lang verboden en wordt nog door een paar honderd stamleden gesproken.
- atekua: morgen
- maguta: eten
- hamia: dansen
- au iri: dank u
- boló kuan: goede nacht
- panhé: geef mij
- baika: lelijk
- ta moché: voor mij
- coiamba: geld
- che é: ik
- bachecha: ik ga
- na cho chi: naar huis
- meré tà chi: later
- paraná: zee
- juah: boom
- garapijopa: bier